# Федорченко Олексій Сергійович
Олексі́й Сергі́йович Федо́рченко (25 червня 1982, с. Пересипки, Сумська область, Українська РСР — 5 квітня 2015, м. Щастя, Луганська область, Україна) — український військовослужбовець, старший солдат Збройних сил України,, учасник російсько-української війни.

## Життєпис
Народився 1982 року в селі Пересипки на Сумщині. З юних років захоплювався полюванням та рибальством. 1987 року пішов до 1-го класу сільської школи. У сьомому класі мусив змінити навчальний заклад на той, що був неподалік від колгоспу, в якому працювали батьки. Закінчивши дев'ять класів, вирішив далі не навчатися, а відразу поїхати на заробітки, щоб підтримати своїх близьких.
У травні 2002 був призваний на строкову військову службу, служив снайпером розвідки спеціального призначення. Повернувшись додому, одружився. Деякий час працював єгерем, що дуже йому подобалось, але коли народилась донька, — поїхав на заробітки до Києва. Після розлучення мешкав у селі Клепали Буринського району, у батьків.

### Російсько-українська війна
У зв'язку з російською збройною агресією проти України призваний за частковою мобілізацією 4 серпня 2014.
Старший солдат, снайпер 5-ї механізованої роти 2-го механізованого батальйону 92-ї окремої механізованої бригади, в/ч А0501, с. Клугино-Башкирівка, Харківська область.
Після місяця навчань на Харківщині, у вересні 2014 в складі 2-го батальйону бригади відправлений у зону проведення антитерористичної операції, де ніс службу на крайньому блокпосту «Фасад», — на мосту через Сіверський Донець на в'їзді до міста Щастя зі сторони Луганська.
5 квітня 2015 близько 9:30 бойовики окупаційних корпусів з боку піщаного кар'єру (с. Весела Гора) обстріляли з протитанкового керованого комплексу (ПТРК) взводний опорний пункт «Фасад», в околиці міста Щастя. Внаслідок влучення ракети в мінний шлагбаум (міни прив'язані одна до одної, щоб перегородити дорогу) стався вибух з детонацією протитанкових мін ТМ-62. Четверо військовослужбовців, які перебували в автомобілі ВАЗ-2109 поряд із місцем вибуху, загинули. На місці події знайдено елементи ракети від ПТРК 9М133 «Корнет». Майор Олег Ковбаса, старший сержант Владислав Блінов і солдат Сергій Гуров загинули на місці, старший солдат Олексій Федорченко помер від поранень дорогою до лікарні.
7 квітня із загиблими бійцями 92-ї бригади прощались на базі військової частини в с. Клугино-Башкирівка. Похований 8 квітня на кладовищі рідного села Пересипки.
Без Олексія залишилися батьки, сестра та донька Анастасія 2005 р.н.

## Нагороди
- Орден «За мужність» III ступеня (4 червня 2015, посмертно) — за особисту мужність і високий професіоналізм, виявлені у захисті державного суверенітету та територіальної цілісності України, вірність військовій присязі.[7]

## Вшанування пам'яті
У Щасті, на опорному пункті «Фасад», бійці 92-ї бригади встановили меморіальну плиту на знак пошани до полеглих побратимів.
18 серпня 2015 в місті Буринь відкрито Алею пам'яті героїв України зі світлинами полеглих мешканців Буринського району, серед яких є й світлина Олексія Федорченка.